# Shadowboxer (singolo)
Shadowboxer è un singolo della cantautrice statunitense Fiona Apple, pubblicato nel 1996 ed estratto dal suo primo album Tidal.

## Tracce
- CD singolo

1. Shadowboxer – 5:26
2. Never Is a Promise – 5:56

## Crediti
- Fiona Apple – voce, piano
- Jon Brion – vibrafono, piano
- Patrick Warren – organo
- Danny Frankel – batteria
- Greg Richling – basso